# Luis Altamirano
Luis Altamirano Talavera (Concepción, 7 giugno 1876 – Santiago del Cile, 25 luglio 1938) è stato un generale e politico cileno.
Fu vicepresidente e poi capo della Giunta militare che governò il Cile dal 12 settembre 1924 al 23 gennaio 1925.

## Biografia
Intrapresi gli studi universitari di Giurisprudenza, entrò alle dipendenze del Ministero della Giustizia. Nel 1891 partecipò alla guerra civile tra il presidente liberale José Manuel Balmaceda e il Congresso Nazionale, a maggioranza conservatrice, schierandosi col Congresso e iniziando una carriera militare che l'avrebbe portato nel 1925 al grado di Ispettore Generale dell'Esercito, il più alto della gerarchia militare cilena.
Nominato ministro della Guerra e della marina dal presidente Arturo Alessandri Palma (1923-1924), dopo l'episodio del cosiddetto Ruido de Sables (rumore delle sciabole: il rumore prodotto dai militari battendo le loro sciabole contro le pareti del Congresso per manifestare il malcontento per l'operato dei parlamentari, poco attenti alla difficile situazione economica e sociale del Cile) venne nominato ministro dell'Interno dietro pressione dei militari. I militari fecero pressione sul Congresso perché approvasse diversi provvedimenti politici, sociali ed economici in nome dell'esercito. Il presidente Alessandri presentò le proprie dimissioni, che furono respinte e commutate in sei mesi di congedo all'estero, e il generale Altamirano assunse la carica di vicepresidente (riservata, secondo la Costituzione, al ministro dell'Interno) il 12 settembre 1924.
In seguito Altamirano costituì assieme all'ammiraglio Neff e al generale Bennett una Giunta militare, della quale assunse la presidenza, che sciolse il Congresso Nazionale e assunse poteri dittatoriali. La Giunta varò una serie di provvedimenti per superare la crisi economica e riformare le amministrazioni locali, ma fu rovesciata il 23 gennaio 1925 da un altro colpo di Stato, guidato dai generali Marmaduke Grove e Carlos Ibáñez del Campo.